# Montevista, Davao de Oro

Bản đồ của Compostela Valley với vị trí của Montevista

Montevista là một đô thị hạng 4 ở tỉnh Compostela Valley, Philippines. Theo điều tra dân số năm 2000, đô thị này có dân số 33,225 người trong 6.570 hộ.

## Các đơn vị hành chính
Montevista được chia thành 20 barangay.
| - Banagbanag - Banglasan - Bankerohan Norte - Bankerohan Sur - Camansi - Camantangan - Concepcion - Dauman - Canidkid - Lebanon | - Linoan - Mayaon - New Calape - New Dalaguete - New Cebulan (Sambayon) - New Visayas - Prosperidad - San Jose (Pob.) - San Vicente - Tapia |